# 사우스켄싱턴

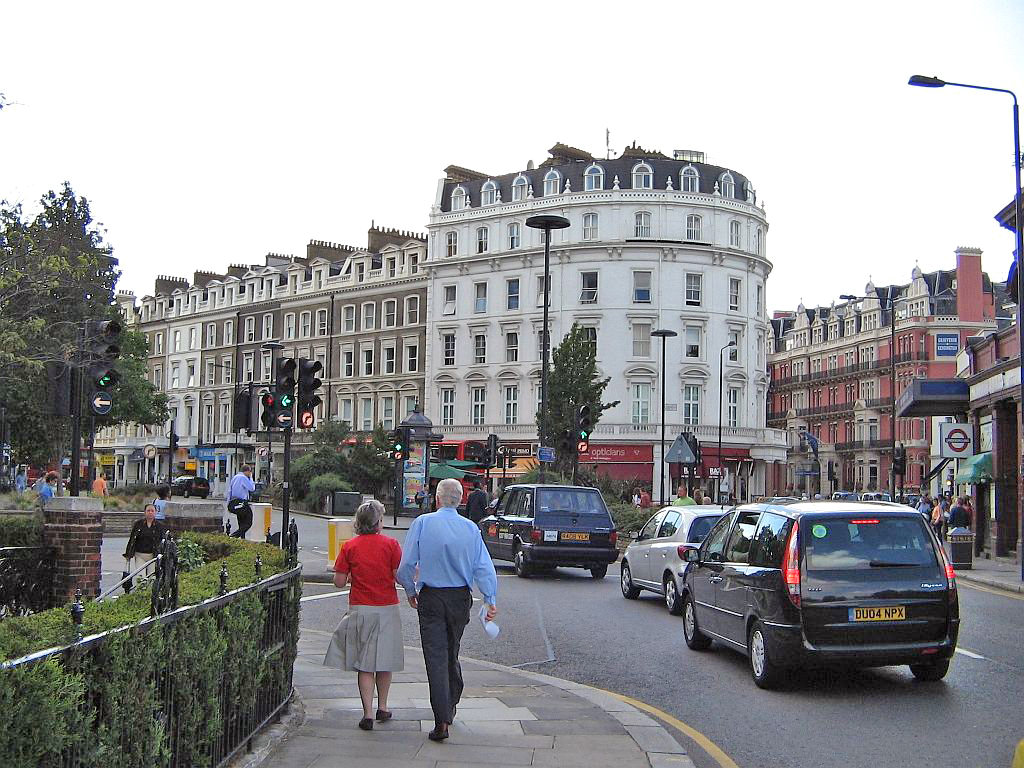
사우스켄싱턴

사우스켄싱턴(South Kensington)은 런던의 한 지역이다.
켄싱턴과 첼시의 로열버러(Royal Borough)에 있는 센트럴런던의 바로 서쪽에 있는 지역이다. 역사적으로 그것은 흩어져있는 브럼턴의 미들섹스 마을의 일부에 정착했다. 이 이름은 19세기 후반 철도의 출현과 지역 지하철역의 개통(및 폐쇄) 및 명명을 통해 대체되었다. 이 지역에는 자연사 박물관(Natural History Museum), 과학 박물관(Science Museum), 빅토리아 앨버트 박물관(Victoria and Albert Museum)과 같이 방문객이 많은 박물관과 문화적 랜드마크가 많이 있다. 나이츠브리지(Knightsbridge), 첼시 및 켄싱턴과 같은 인접한 부유한 센터는 세계에서 가장 독점적인 부동산으로 간주되었다.